# Museu Arqueològic d'Eani
El Museu Arqueològic d'Eani és un dels museus de la zona de Macedònia Occidental, a Grècia.
Inicialment es funda al 1970 la «Col·lecció Arqueològica d'Eani» per albergar els objectes que es trobaven en les excavacions de l'àrea, però calgué construir un nou edifici a causa de les abundants troballes que aparegueren durant la construcció d'unes carreteres a l'àrea. Així, les obres començaren al 1992 però van ser afectades per un terratrèmol i no s'acabaren fins a 1997. La inauguració de l'exposició del museu fou al 2002.

## Col·leccions
El museu inclou una col·lecció d'objectes que mostren la història de l'antiga ciutat d'Eani i la seua rodalia des de la prehistòria fins a l'època romana. Hi ha també una sala per a exposicions temporals.
S'estructura al voltant de tres àrees temàtiques. La primera correspon a l'evolució històrica de la ciutat d'Eani, que en l'antiguitat fou capital d'Elimea; la segona es dedica a les troballes de les excavacions i la tercera mostra la vida quotidiana i la història de les institucions.

Entre els objectes exposats hi ha ceràmica i eines del període neolític, ceràmica i joies de l'edat del bronze i de la del ferro, inscripcions dels períodes arcaic i clàssic, peces de ceràmica de figures negres i de figures vermelles del període clàssic i altres del període hel·lenístic, llums, escultures, peces arquitectòniques i objectes trobats a les necròpolis del període arcaic a l'època romana. Alguns objectes destacats són una estatueta d'argila d'Atenea i un relleu que representa escenes de la Guerra de Troia.

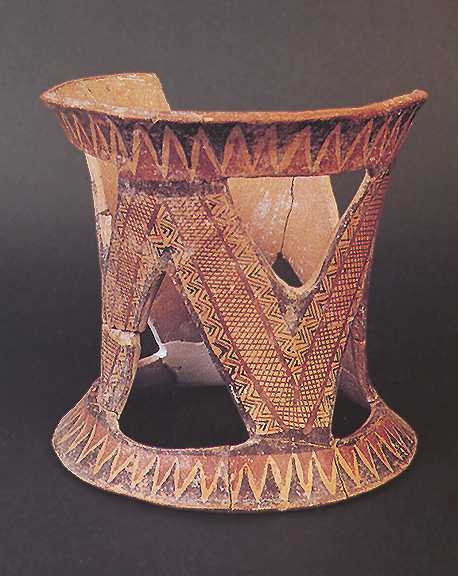
Suport d'argila del segle XIV ae
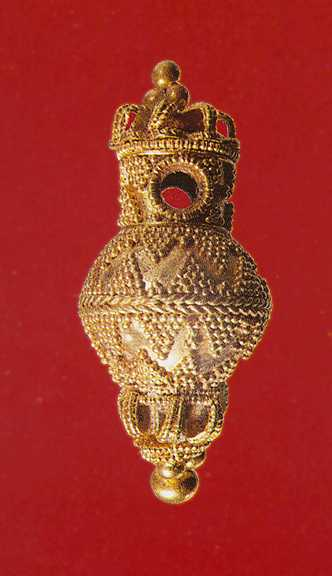
Fíbula del segle VI ae
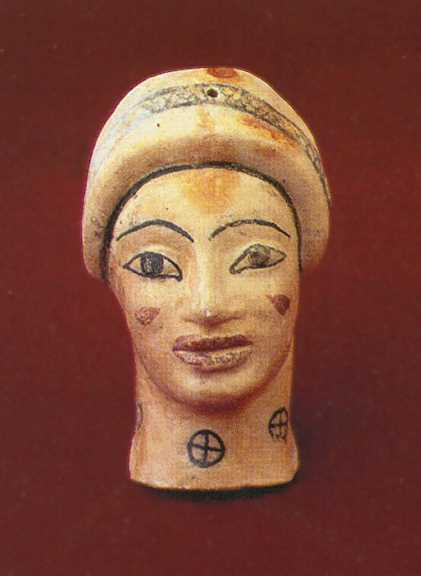
Figureta d'una dona jove del segle VI ae